# メタモルフォーゼの縁側
『メタモルフォーゼの縁側』（メタモルフォーゼのえんがわ）は、鶴谷香央理による日本の漫画作品である。2017年11月17日より2020年10月9日にかけて、KADOKAWAのウェブコミック配信サイト『コミックNewtype』で連載された。2022年に実写映画化されている。単行本第3巻の帯には宇垣美里が推薦文を寄せた。

## あらすじ
75歳の老婦人の雪は、ふと訪れた書店で表紙の絵柄が気に入り、1冊のコミックを手に取る。その内容は二人の男子高校生を主人公にしたボーイズラブ（BL）作品であった。雪はBLにハマり、これがきっかけで書店アルバイトの高校生、うららと漫画について語り合ったり同人誌即売会に出かけたり、共通の「好きなもの」を通じて交流を深めていく。

## 登場人物
市野井 雪（いちのい ゆき）
2年前に夫に先立たれ、一人暮らしをしている75歳の女性。自宅で書道教室を開いている。
佐山 うらら（さやま うらら）
書店でアルバイトをしている、17歳の女子高校生。両親は離婚し、母親と暮らしている。ボーイズラブ漫画が好きであるが、学校では共通の趣味を持つ友人を作れずにいた。
コメダ 優（コメダ ゆう）
ボーイズラブ漫画『君のことだけ見ていたい』の作者。

## 制作背景
本作は鶴谷にとって『don't like this』に次ぐ連載作品であり、単行本化は本作第1巻が初である。友人の紹介でKADOKAWAの「コミックNewtype」の編集者と会い、「BLが好きな人の話を描きたい」という構想を話したところ、「おばあちゃん」という要素を加えては、という提案を受けた。鶴谷はその頃講談社の「モーニング」で読み切り掲載された、調香師を題材とした作品の連載準備を進めていたが、匂いを漫画で表現することは容易ではなかった。1年ぶりにコミックNewtypeの編集者に連絡したところ鶴谷を覚えており、ウェブで連載することとなった。

## 評価
コミックNewtypeで連載が始まると、SNSなどで話題になった。
ライターのトミヤマユキコから本作を勧められたラジオパーソナリティーの宇多丸は「年齢も立場も違う二人が好きなものを通じてゆるくつながる人間関係の良さ、森田芳光（故人）監督で映画化したら面白くなっただろう」と語った。漫画家の西炯子は、文化庁メディア芸術祭の贈賞理由として「喜びと背中合わせである切なさを見事に描き出した、誠に愛すべき作品」と評した。ライターの山脇麻生は「コマ毎に得られる充足感は著者の観察眼の賜物」と、キャラクターの息使いにあふれた描写に着目した。
東京ニュース通信社主催「ブロスコミックアワード2018」大賞、2019年の宝島社『このマンガがすごい!』オンナ編1位を受賞、2019年の第22回文化庁メディア芸術祭マンガ部門では新人賞を受賞している。

## 書誌情報
- 鶴谷香央理『メタモルフォーゼの縁側』KADOKAWA、全5巻
  1. 2018年5月8日発売[14][15]、ISBN 978-4-04-106830-4
  2. 2018年11月8日発売[16][17]、ISBN 978-4-04-107350-6
  3. 2019年6月8日発売[4][18]、ISBN 978-4-04-108224-9
  4. 2020年3月10日発売[19]、ISBN 978-4-04-108841-8
  5. 2021年1月9日発売[3][20]、ISBN 978-4-04-110813-0

## 映画
2022年6月17日に公開された。監督は狩山俊輔、脚本は岡田惠和、主演は芦田愛菜。
劇中に登場するボーイズラブ漫画『君のことだけ見ていたい』の作画は、ボーイズラブ漫画作品を手がける漫画家のじゃのめが担当。「できる限り原作に寄り添うこと」と、「オーソドックスでロマンチックなもの」を意識して描かれている。
2022年4月には原作者の鶴谷により映画の撮影現場レポート漫画が描き下ろされ、映画の公式Twitterにて発表されている。

### キャスト
- 佐山うらら：芦田愛菜
- 市野井雪：宮本信子[23]
- 河村紡 : 高橋恭平（なにわ男子）[25]
- コメダ優 : 古川琴音[25]
- 橋本英莉 : 汐谷友希[25]
- 佐山美香 : 伊東妙子[25]
- ちまき : 菊池和澄[25]
- まさき : 大岡周太朗[25]
- 花江 : 生田智子[25]
- 沼田 : 光石研[25]

### スタッフ
- 原作：鶴谷香央理『メタモルフォーゼの縁側』（KADOKAWA）
- 監督：狩山俊輔
- 脚本：岡田惠和
- 音楽：T字路s
- 主題歌：うららと雪「これさえあれば」[26]
- 劇中漫画：じゃのめ[27]、鶴谷香央理
- 製作：沢桂一、鳥羽乾二郎、長澤一史
- エグゼクティブプロデューサー：伊藤響
- プロデューサー：河野英裕[25]、谷戸豊、大倉寛子
- 撮影：谷康生
- 照明：白鳥友輔
- 録音：高島良太
- 美術：小池寛
- 美術デザイン：内田哲也
- 装飾：寺原ゴイチ
- 編集：木村悦子
- 音響効果：佐藤祥子
- 記録：黒木ひふみ
- スタイリスト：三好マリコ、宮本茉莉
- ヘアメイク：金山貴成
- 助監督：保母海里風
- 制作担当：宇佐美晴久
- 配給宣伝統括：小嶋功一
- 宣伝プロデューサー：滝口彩香
- 特別協力：Hulu
- 配給：日活
- 制作プロダクション：日テレアックスオン
- 製作幹事：日本テレビ放送網
- 製作：「メタモルフォーゼの縁側」製作委員会

### 受賞
- 第14回TAMA映画賞
  - 特別賞（芦田愛菜、宮本信子、及びスタッフ・キャスト一同）
- 第32回日本映画批評家大賞 作品賞[28]

### 評価
KINENOTEの「キネ旬Review」で日本経済新聞社の編集委員である古賀重樹が執筆した主演の芦田についての「すでに少女ではないけれど、性的な魅力にあふれるというわけでもない。そんな中途半端な年ごろの感情を、実に理知的に表現している」というコメントが批判を浴びた。

### 記念特番
2022年6月19日、日本テレビ系列で公開記念特別番組「〜芦田愛菜のメタモルフォーゼ〜」が放送された。12年前に放送されドラマ『Mother』のオーディション映像から2022年時の本映画の撮影裏側など芦田愛菜の変化（メタモルフォーゼ）を振り返る番組となっている。

## 『君のことだけ見ていたい』
『君のことだけ見ていたい』（きみのことだけみていたい）は、鶴谷香央理による日本の漫画作品『メタモルフォーゼの縁側』の作中に登場する架空のボーイズラブ漫画作品（原作者：コメダ優）である。淡く儚い男子高校生2人の恋と青春の物語となっている。
2022年6月17日より、お笑いタレントの水川かたまり（空気階段）が脚本を手掛けたHuluオリジナルの実写ドラマ（全4話）が配信された。主演は倉悠貴と水沢林太郎。水川はBLドラマの脚本を初執筆する。
2022年7月には実写映画「メタモルフォーゼの縁側」の公開を記念してボイスコミックが公開されている。2日・3日に東京都立産業貿易センター浜松町館で開催のBL情報サイト・ちるちるのイベント「ちるちるフェスティバル2022」で先行公開、4日にちるちるの公式YouTubeチャンネルで一般公開。

### あらすじ
小学校・中学・高校と幼馴染の高校3年生・浅倉咲良と永瀬佑真。この男子2人はただの仲の良い友達であったが、咲良の中では佑真に対してずっと言えない、友情とは違う感情を抱くようになっていた。
進学か就職か進路を決めなければならない高校最後の夏休みを目前に控え、「どか～んと最後になんかやりてぇなぁ」と浮かれている佑真に咲良は「俺は、友達とは思えない、ずっと好きだったから。嫌いになってもいいよ」と告白し、キスをする。
後日、あのキスは何だったのかと焦って確認してきた佑真に対し、咲良は本当の気持ちを伝えられず「あれは冗談だった」とはぐらかしてしまう。

### キャスト
演は実写ドラマの担当俳優、声はボイスコミックの担当声優。
浅倉咲良 (あさくら さくら)
演 - 倉悠貴 / 声 - 小林千晃
男子高校生3年。小中高と幼馴染の親友である佑真に密かに恋心を抱いている。
永瀬佑真 (ながせ ゆうま)
演 - 水沢林太郎 / 声 - 山下誠一郎
男子高校生3年。ただの幼馴染の親友だと思っていた咲良から突然「ずっと好きだった」と告白され、キスをされる。
吉村莉子
演 - 石川瑠華
咲良と佑真のクラスメイト。咲良に密かな恋心を寄せる。
ノリオ
演 - 櫻井健人
咲良と佑真のクラスメイト。莉子に片思いしている。
石野先生
演 - じろう（シソンヌ）
咲良と佑真のクラスの担任教師。
中山先生
演 - 片山友希
音楽教師。石野先生の結婚相手。

### スタッフ
ドラマ版
- 原案：鶴谷香央理「メタモルフォーゼの縁側」(KADOKAWA)
- 脚本：水川かたまり（空気階段）
- 監督：狩山俊輔、保母海里風
- 劇中イラスト：じゃのめ
- エグゼクティブプロデューサー：伊藤響
- プロデューサー：河野英裕、大倉寛子
- 制作プロダクション：日テレアックスオン
- 制作協力：日本テレビ
- 製作著作：Hulu

ボイスコミック版
- 原案：鶴谷香央理「メタモルフォーゼの縁側」
- 漫画：じゃのめ
- 音響監督：小泉豊
- 録音調整：犬山寛一（DOGSTUDIO）
- 動画：TAIGA
- 企画：岡田夏実（サンディアス）
- 動画ディレクション／キャスティング：平松あや
- 制作協力：松崎亜希子
- 協力：「メタモルフォーゼの縁側」製作委員会
- 企画制作：サンディアス